# Rholes
Rholes of Roles (Grieks: Ῥώλης) was een aanvoerder van de Geten in de regio Scythia Minor, het tegenwoordige Dobroedzja. Hij werd door Cassius Dio genoemd in diens werk Romeinse geschiedenis. Volgens Cassius Dio hielp Rholes in 29 v.Chr. de Romeinse generaal Marcus Licinius Crassus om de Bastarnen te verslaan. Tijdens een bezoek aan Augustus zou Rholes daarom als vriend en bondgenoot zijn behandeld. Toen Rholes in een strijd was verwikkeld met Dapyx, een andere Getische leider, kwam Crassus hem te hulp.